# イセビル
イセビルは、神奈川県横浜市中区伊勢佐木町にある商業ビルである。第一〜第三イセビルがあるが、一般に「イセビル」と通称される第一イセビルはイセザキモールの入口にあたり、関内駅・馬車道方面から吉田橋を渡ると商店街のゲートの右側に位置する。

## 歴史
横浜市会議員の上保慶三郎は、1923年の関東大震災により壊滅した横浜の街を復興させるための商業施設を建設するべく、耐火建築促進を目的とした復興建築助成株式会社の助成を受けた。慶三郎は、横浜ではこの制度適用の第1号であった。施工は東京・銀座の三ツ引商事が請け負い、「どんな震災や火災にも耐える建物を」との慶三郎の強い希望により基礎に404本のアカマツの杭が打たれた。これは、派大岡川の川沿いという条件もあったが、異例のことであった。助成額をはるかに超える工費を要し、難工事の末、1926年に第一イセビルが完成した。当時は地下1階・地上5階建で、のちに6階が増築されている。地下には「イセビル和洋食堂」、最上階だった5階には「イセビル展望台食堂」が設けられ、他に寿司屋「新すし」や、2・3階には牛鍋屋「旭牛肉鍋」が入居した。上保の応接室は4階に設けられた。5階の展望台食堂が退店した後にはキリンビヤホールが入り、その後も本ビルには麻雀倶楽部やビリヤード場、洋傘店、高級ネクタイ店などが入居し、「ハマの不夜城」として栄華を誇った。第二次世界大戦が始まると金属類回収令により、横浜で2番目に導入されたエレベーターは撤去を命じられた。横浜大空襲は耐え抜いたが、終戦後は進駐軍により接収された。接収中は、米軍関係者などが利用する食料品店が開設されていたが、慶三郎の働きかけにより、伊勢佐木町の中では比較的早期に接収解除された。
地下には1952年より「パブサントリー」が営業していたが、退店後十数年使われてこなかった。近年の原状回復工事において、昭和初期に「カフェー オリエント」として使われていたころとみられる砂漠の旅人やファラオ、裸婦の壁面絵画が発見された。2階には、1955年当時にダンスホール「白馬車」として営業していたころに描かれたとみられる、馬車に乗る男女と空に浮かぶ飛行船の壁絵が発見されている。5階には、一時期ホテルとして使用されていた名残のタイル張り浴槽が残っている。2015年現在は、1階には崎陽軒の売店や家系ラーメン「ゴル家」、ジーンズショップ「ジーンズハウス いわ乃」、3階に設計事務所「有限会社イーブン・イフ」、4階に出版社「星羊社」やイベント企画会社「悟空研究所」などが入居している。

## 屋上広告
伊勢佐木町の入口の目立つ位置にあり、屋上には長らく広告看板が設けられていた。完成当初には「キリンビール」、米軍第8軍による接収中には、6階窓に「No.8 BAZAR」の看板が掲げられた。1966年と1977年の写真では、「沖正宗」の横型看板と「ニッカウヰスキー」の縦型広告塔が確認できる。1980年12月からは、縦5m、横13.7mの救心の看板が掲出されたが、同社の広告戦略の見直しおよび防災上の観点から、2013年11月に看板は撤去された。

## 第二・第三イセビル
第二イセビルは1954年度の助成で伊勢佐木町二丁目に、第三イセビルは1956年度の助成で長者町七丁目に建設された。いずれも現存する。

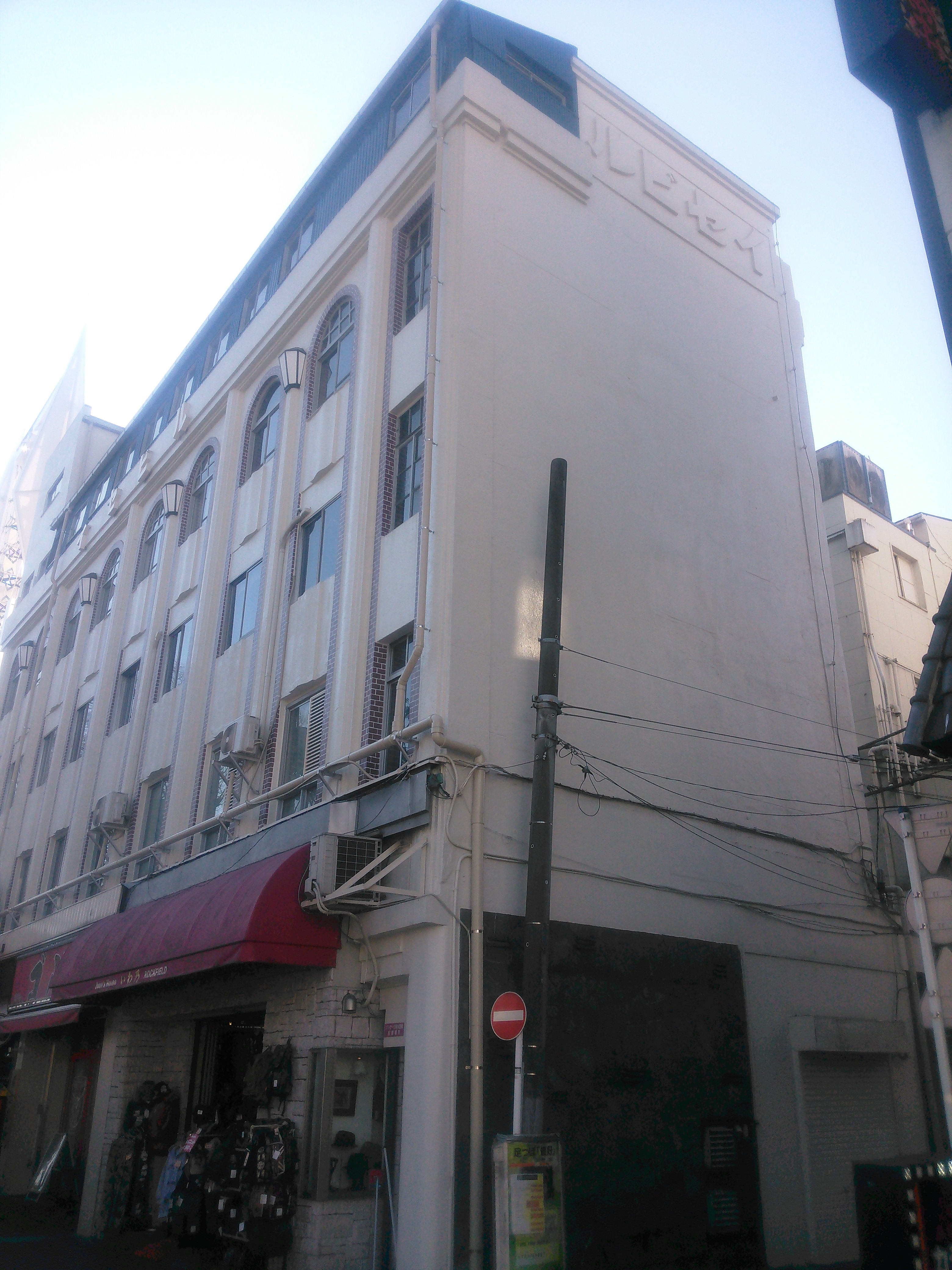
吉田町側より。上部に「ルビセイ」の右横書きの表記が残る
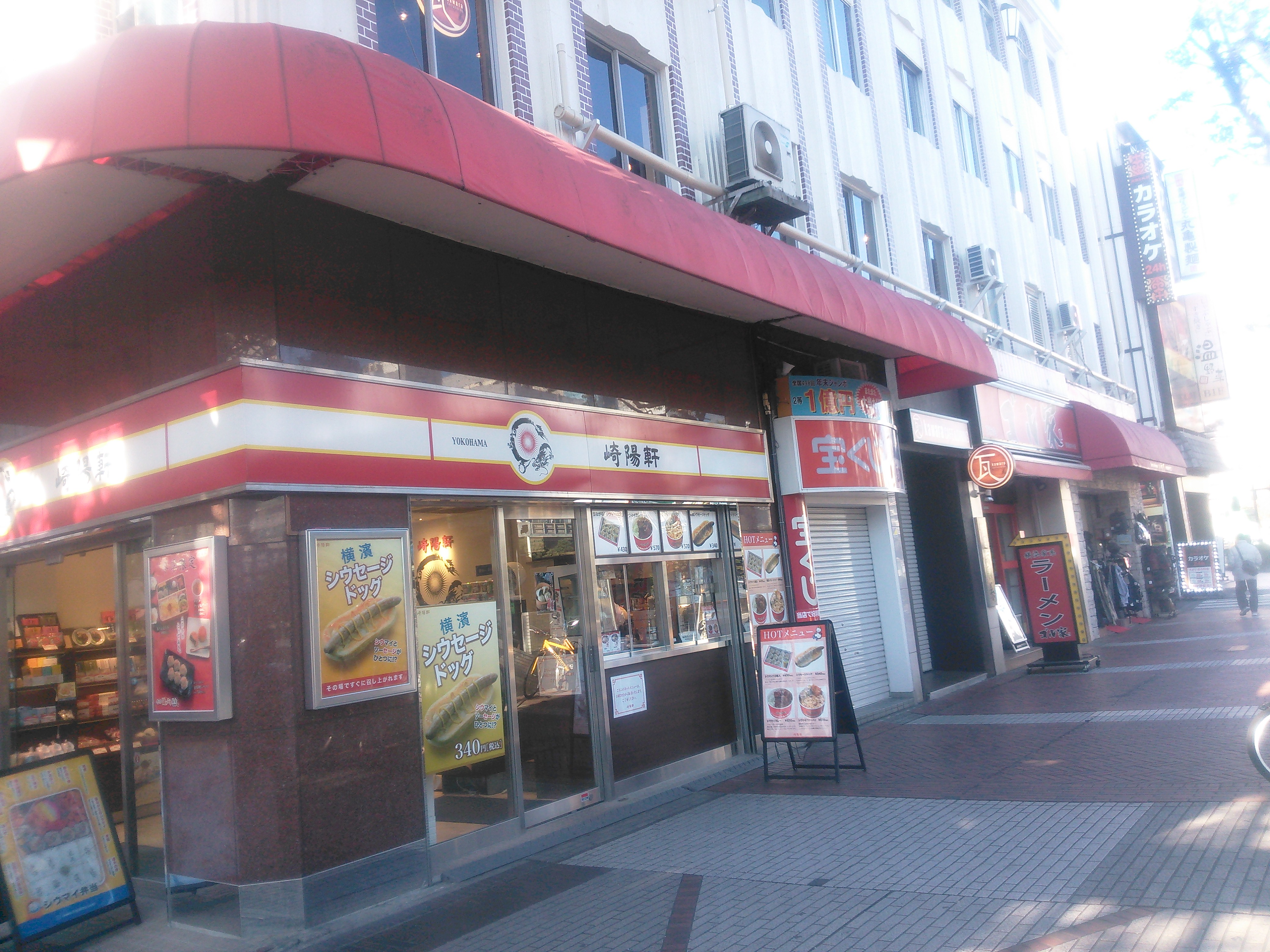
1階の様子。崎陽軒などが入る
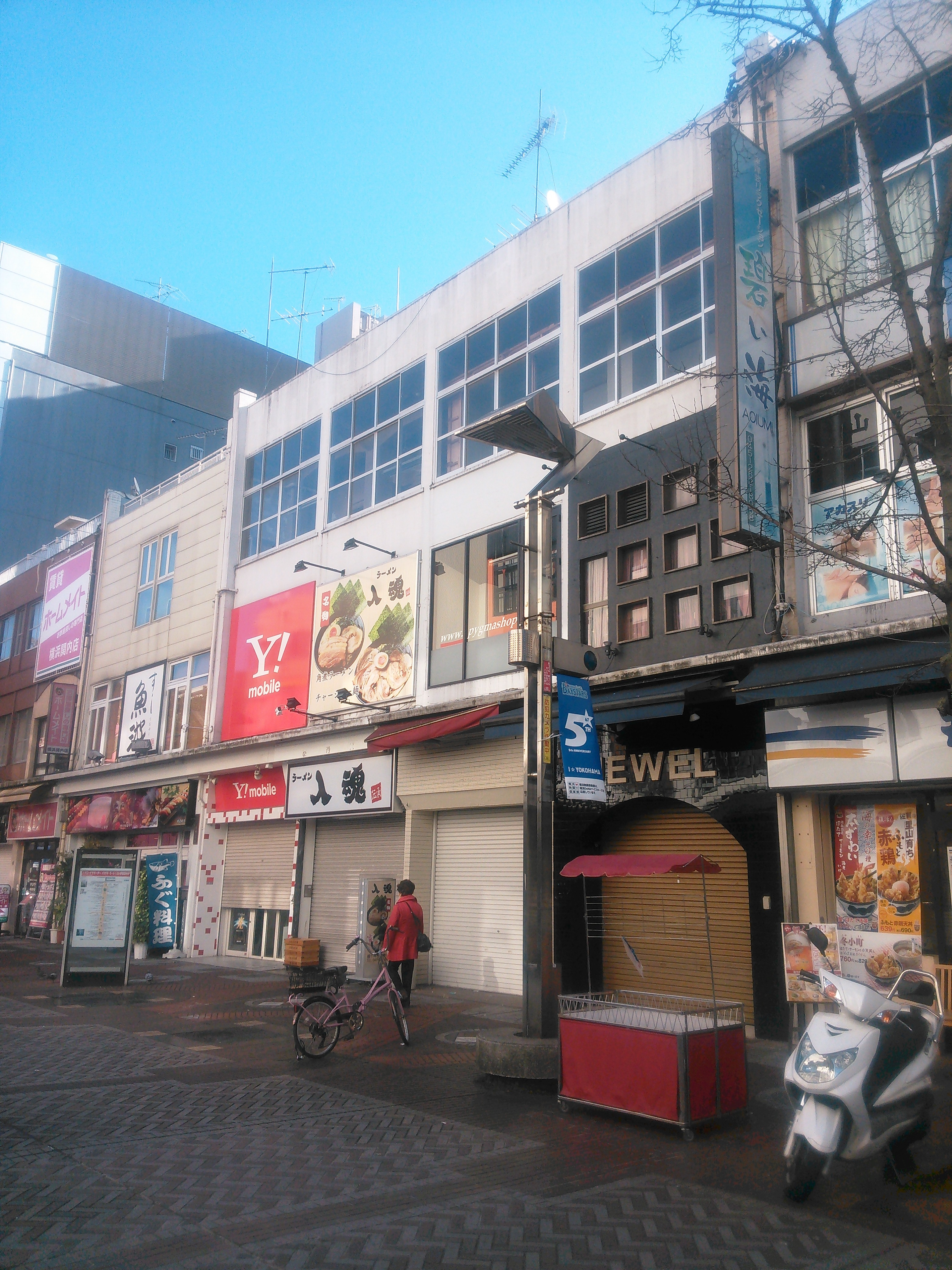
イセザキモールに面した第2イセビル
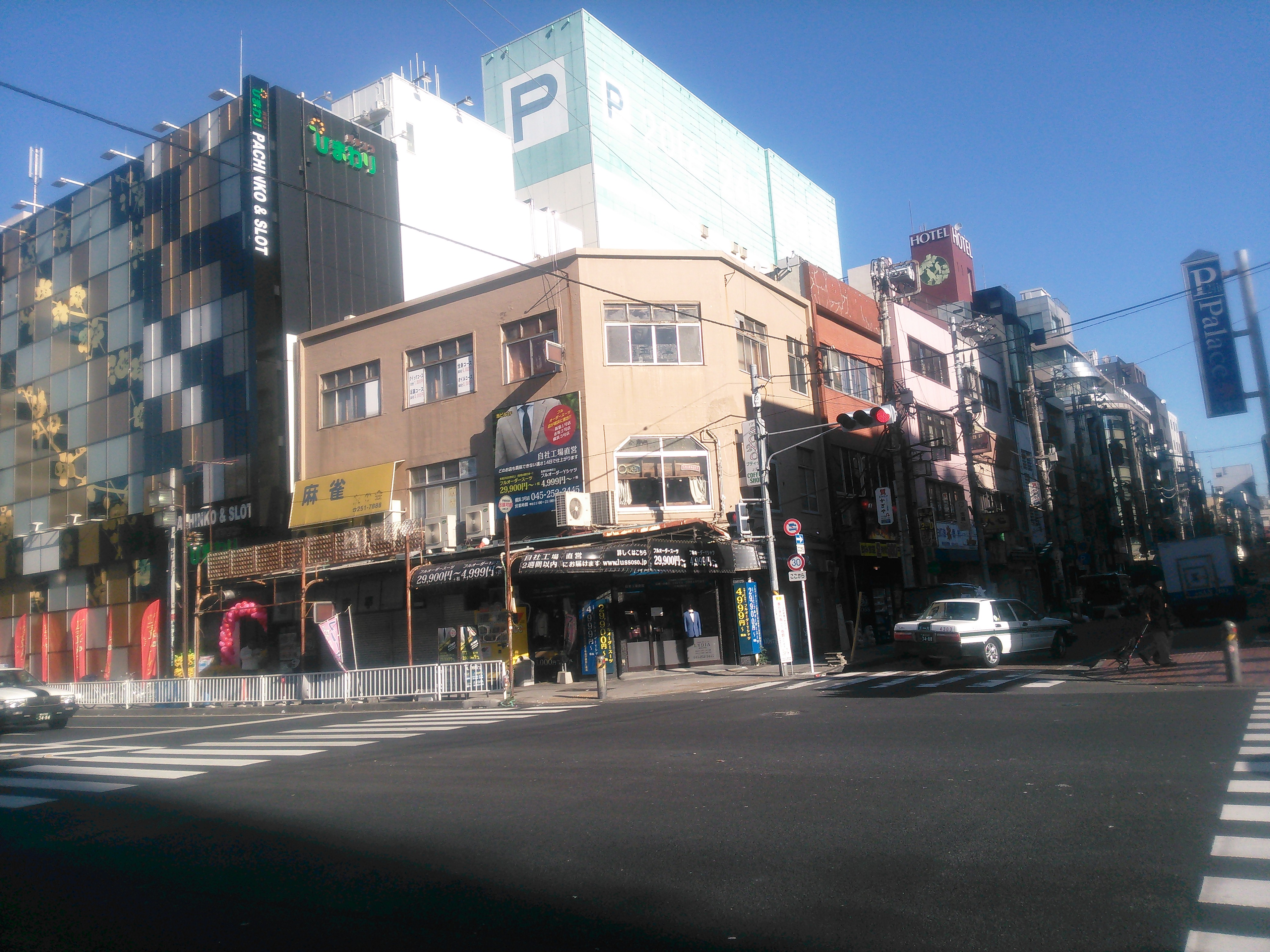
長者町通りに面した第3イセビル。かつては角に時計台があった